# Дон Лаз
Дональд Роберт Лаз (17 травня 1929 — 21 лютого 1996) — американський стрибун з жердиною. Він виграв срібну медаль на Олімпіаді 1952 року та бронзу на Панамериканських іграх 1955 року. На національному рівні він став чемпіоном NCAA у 1951 році та розділив титул AAU у 1953 році. Після завершення спортивної кар'єри працював архітектором у Шампейні, штат Іллінойс, і вийшов на пенсію після перенесеного інсульту.
Виступаючи за команду з легкої атлетики Іллінойсу Fighting Illini, Лаз виграв титул чемпіона NCAA DI зі стрибків з жердиною 1951 року.

## Особисте життя
У січні 1951 року Лаз одружився з Ненсі Джун Барбер. У них народився син Даг, який також став стрибуном із жердиною.